# Johann Christian Claproth

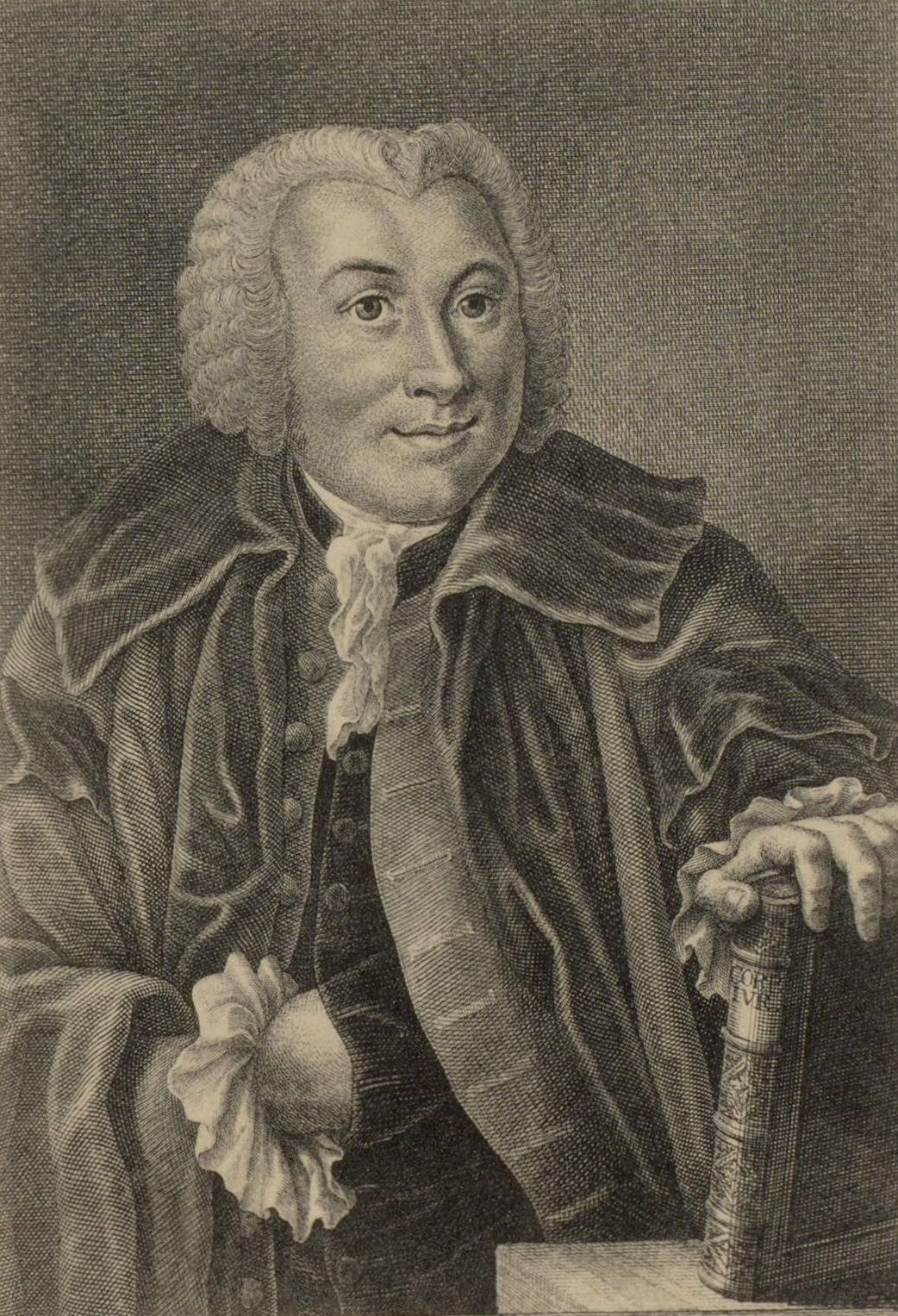
Johann Christian Claproth

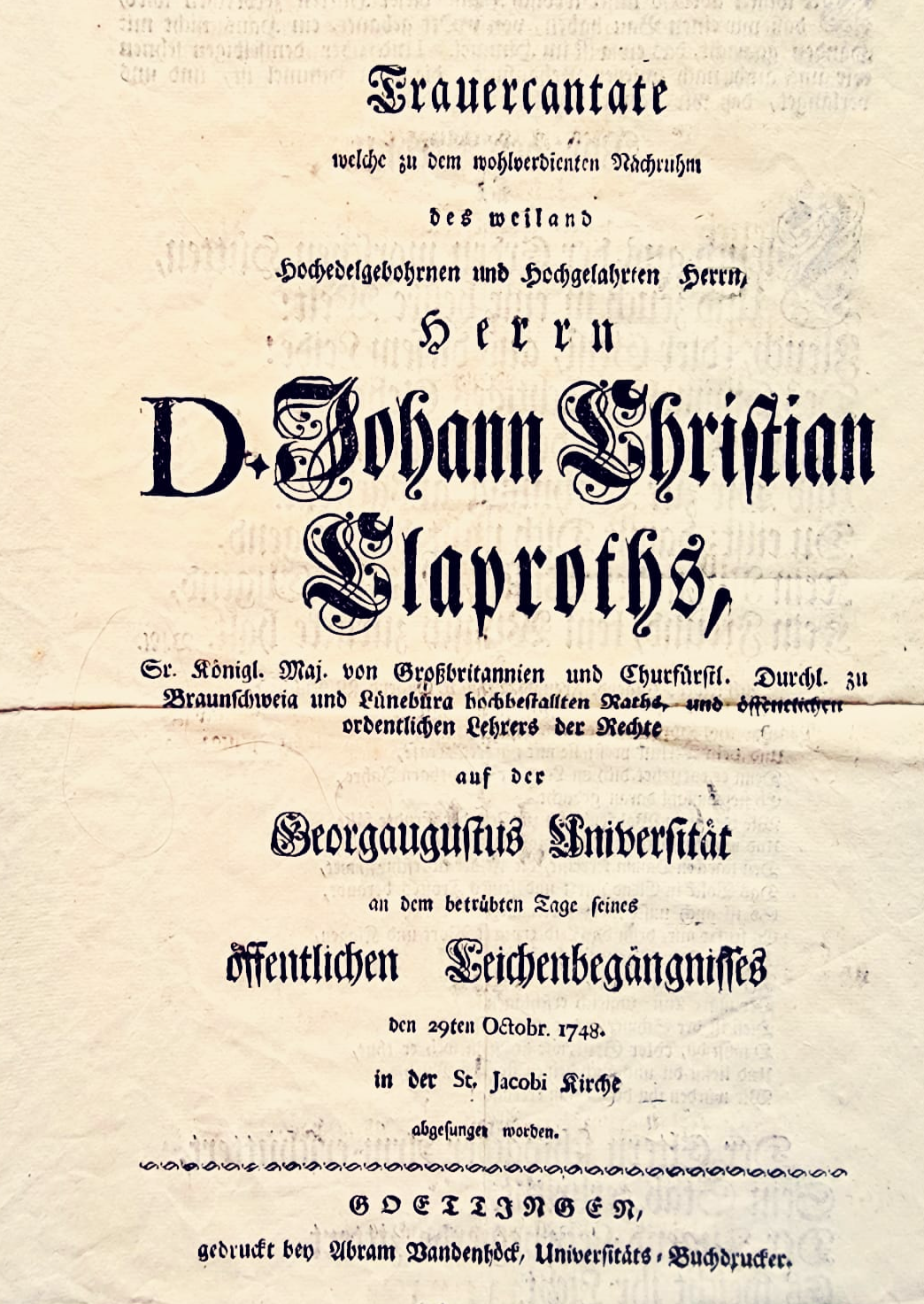
Titelbild des Textes der Trauerkantate auf Johann Christian Claproth

Johann Christian Claproth (auch Johannes Christian Claproth; * 19. Mai 1715 in Osterode am Harz; † 16. Oktober 1748 in Göttingen) war ein deutscher Rechtswissenschaftler und Hochschullehrer.

## Leben
Claproths frühe Ausbildung ist unbekannt. Er begann 1732 an der Universität Jena ein Studium der Philosophie und Mathematik. Im weiteren Studium wandte er sich dann den Rechtswissenschaften zu, bevor er 1734 an die neugegründete Universität Göttingen wechselte, an der er zu den ersten Studenten zählte. Dort befasste er sich weiter mit der Rechtswissenschaft und wurde am 17. September 1739 zum Doktor beider Rechte promoviert.
Claproth erhielt 1741 eine Anstellung als außerordentlicher Professor der Rechte an der Göttinger Universität, 1744 eine ordentliche Professur der Rechte. Schließlich wurde er zum 1746 königlich großbritannischen und kurbraunschweigisch-lüneburgischen Rat ernannt. Bereits mit 33 Jahren verstarb er im Amt.
Der Jurist und Erfinder Justus Claproth war sein Neffe.

## Werke (Auswahl)
- Sammlung juristisch-philosophisch und critischer Abhandlungen, 1742–1747.
- Grundriß des Rechts der Natur, Schmidt, Göttingen 1749.
- Der gegenwärtige Zustand der Göttingischen Universität, in Zweenen Briefen an einen vornehmen Herrn im Reiche, Schmidt, Göttingen 1748.
- Diatribe De Stipendiis Familiae, Braun, Gießen 1770.